# Cinco Noites, Cinco Filmes
Cinco Noites, Cinco Filmes, ou 5 Noites, 5 Filmes, foi uma rubrica televisiva portuguesa da RTP2, que agrupava num ciclo temático, de segunda a sexta-feira, sessões diárias de filmes sob um determinado tópico (assunto, estilo, realizador, actor, etc.).
Vários dos seus ciclos, como o que assinalou os 75 anos da primeira emissão de rádio pública em Portugal, receberam a divulgação e análise por parte dos mais variados meios de comunicação.

## História
Com exibições a recuarem a 1997 a rubrica dedicada a ciclos temáticos de cinema foi retirada da programação da RTP2 várias vezes, por exemplo, durante parte do período em que Maria Elisa dirigiu a televisão estatal, regressando em 2001 num horário a partir da meia-noite.
Em 2002, a rubrica foi a escolhida pela RTP para participar no primeiro "CinEd@ays", iniciativa da Comissão Europeia para promover o cinema europeu. A programação na televisão estatal estava sobre a responsabilidade de António José Martins, do departamento de cinema da televisão pública.
Em 2009, Cinco Noites, Cinco Filmes já não era emitida na RTP.

### "Regresso" 2012
A rubrica funcionou como substituição do programa 5 Para a Meia-Noite, nas pausas entre temporadas do talk show e, após a transferência deste para a RTP1, foi esperada a sua recuperação regular da Cinco Noites, Cinco Filmes para o espaço.
Após uma petição pelo regresso da exibição regular de cinema à RTP2, entregue na Assembleia da República Portuguesa em 2011, a RTP anunciou agora a reposição temporária da rubrica Cinco Noites, Cinco Filmes, na altura da Páscoa, com dois ciclos com os temas adolescência e política.
Em 2013, o diretor geral de conteúdos da RTP, António Luís Marinho, anunciou a manutenção da rubrica 5 noites, 5 filmes, considerando-a "parte da história do canal".

## Filmes exibidos no Cinco Noites, Cinco Filmes

### Ciclos
Os filmes que foram apresentados no Cinco Noites, Cinco Filmes, entre estreias em televisão e repetições, foram dos mais variados tipos e períodos e dos mais diferentes níveis de sucesso, como se pode presumir dos seguintes exemplos:

#### Ciclo "Cinema Português"
| Dia de exibição     | Titulo do filme e ano                | País de origem              | Elenco principal                                                                                    | Tempo de exibição   |
| ------------------- | ------------------------------------ | --------------------------- | --------------------------------------------------------------------------------------------------- | ------------------- |
| 22 de abril de 1996 | A Fuga (1978)                        | Portugal                    | Luís Alberto, Maria do Céu Guerra, José Viana, Costa Ferreira, Miguel Franco                        | 1 hora e 35 minutos |
| 23 de abril de 1996 | Balada da Praia dos Cães (1987)      | Portugal · Espanha          | Assumpta Serna, Raul Solnado                                                                        | 1 hora e 30 minutos |
| 24 de abril de 1996 | Brandos Costumes (1974)              | Portugal                    | Luís Santos, Dalila Rocha, Isabel de Castro, Sofia de Carvalho, Constança Navarro, Cremilde Gil     | 1 hora e 15 minutos |
| 25 de abril de 1996 | Se Deus Quiser... (1996)             | Portugal                    | | 1 hora              |
| 25 de abril de 1996 | Nós por Cá Todos Bem (1978)          | Portugal                    | Zita Duarte, Vanda França, Adelaide João                                                            | 1 hora e 30 minutos |
| 26 de abril de 1996 | Non, ou a Vã Glória de Mandar (1990) | Portugal · Espanha · França | Luís Miguel Cintra, Diogo Dória, Luís Lucas, Miguel Guilherme, António Sequeira Lopes, Carlos Gomes | 1 hora e 45 minutos |

#### Ciclo "Gene Kelly"

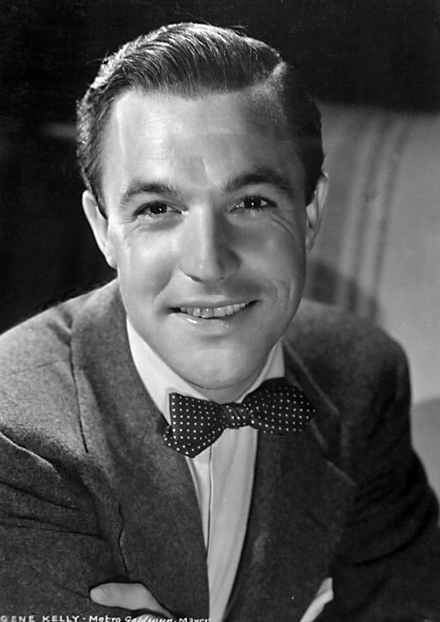
Ciclo Gene Kelly.

| Dia de exibição     | Titulo do filme e ano               | País de origem | Elenco principal | Tempo de exibição    |
| ------------------- | ----------------------------------- | -------------- | --- | -------------------- |
| 29 de abril de 1996 | Paixão de Marinheiro (1945)         | Estados Unidos | Frank Sinatra, Gene Kelly, Kathryn Grayson | 2 horas e 15 minutos |
| 30 de abril de 1996 | As Mil Apoteoses de Ziegfeld (1945) | Estados Unidos | Fred Astaire, Lucille Ball, Lucille Bremer, Fanny Brice, Judy Garland, Kathryn Grayson, Lena Horne, Gene Kelly, James Melton, Victor Moore, William Powell, Red Skelton, Esther Williams | 2 horas e 45 minutos |
| 1 de maio de 1996   | A Bela Ditadora (1949)              | Estados Unidos | Frank Sinatra, Esther Williams, Gene Kelly, Betty Garrett | 1 hora e 35 minutos  |
| 2 de maio de 1996   | Um Americano em Paris (1951)        | Estados Unidos | Gene Kelly, Leslie Caron, Oscar Levant, Georges Guétary, Nina Foch | 1 hora e 55 minutos  |
| 3 de maio de 1996   | Dançando nas Nuvens (1955)          | Estados Unidos | Gene Kelly, Cyd Charisse, Dan Dailey | 1 hora e 40 minutos  |

#### Ciclo "Woody Allen"
| Dia de exibição    | Titulo do filme e ano       | País de origem | Elenco principal | Tempo de exibição   |
| ------------------ | --------------------------- | -------------- | --- | ------------------- |
| 6 de maio de 1996  | O Agente da Broadway (1984) | Estados Unidos | Woody Allen, Mia Farrow, Nick Apollo Forte                                                                                           | 1 hora e 30 minutos |
| 7 de maio de 1996  | Ana e as suas Irmãs (1986)  | Estados Unidos | Mia Farrow, Barbara Hershey, Dianne Wiest, Michael Caine, Woody Allen, Carrie Fisher, Maureen O'Sullivan, Lloyd Nolan, Max von Sydow | 1 hora e 20 minutos |
| 8 de maio de 1996  | Setembro (1987)             | Estados Unidos | Mia Farrow, Sam Waterston, Dianne Wiest                                                                                              | 1 hora e 20 minutos |
| 9 de maio de 1996  | Uma Outra Mulher (1988)     | Estados Unidos | Mia Farrow, Gena Rowlands, Ian Holm                                                                                                  | 1 hora e 20 minutos |
| 10 de maio de 1996 | Alice (1990)                | Estados Unidos | Mia Farrow, Alec Baldwin, Blythe Danner                                                                                              | 1 hora e 45 minutos |

#### Ciclo "United Artists"
| Dia de exibição    | Titulo do filme e ano    | País de origem | Elenco principal                                                                                           | Tempo de exibição   |
| ------------------ | ------------------------ | -------------- | --- | ------------------- |
| 13 de maio de 1996 | Náná (1934)              | Estados Unidos | Anna Sten, Lionel Atwill, Richard Bennett, Mae Clarke                                                      | 1 hora e 30 minutos |
| 14 de maio de 1996 | Recordações (1947)       | Estados Unidos | Robert Cummings, Susan Hayward                                                                             | 1 hora e 30 minutos |
| 15 de maio de 1996 | Bel Ami (1947)           | Estados Unidos | George Sanders, Angela Lansbury, Ann Dvorak                                                                | 1 hora e 45 minutos |
| 16 de maio de 1996 | O Arco do Triunfo (1948) | Estados Unidos | Ingrid Bergman, Charles Boyer, Charles Laughton, Ruth Warrick, Roman Bohnen, Ruth Nelson, Michael Romanoff | 1 hora e 55 minutos |
| 17 de maio de 1996 | Ressurreição (1934)      | Estados Unidos | Anna Sten, Fredric March                                                                                   | 1 hora e 25 minutos |

#### Ciclo "Western"
| Dia de exibição    | Titulo do filme e ano      | País de origem | Elenco principal                                                       | Tempo de exibição   |
| ------------------ | -------------------------- | -------------- | ---------------------------------------------------------------------- | ------------------- |
| 20 de maio de 1996 | O Apache Branco (1953)     | Estados Unidos | Charlton Heston, Jack Palance, Katy Jurado, Brian Keith, Milburn Stone | 1 hora e 40 minutos |
| 21 de maio de 1996 | Uma Mulher de Força (1947) | Estados Unidos | Joel McCrea, Veronica Lake, Preston Foster, Don DeFore                 | 1 hora e 35 minutos |
| 22 de maio de 1996 | A Face da Dívida (1948)    | Estados Unidos | Joel McCrea, Frances Dee, Charles Bickford                             | 1 hora e 30 minutos |
| 23 de maio de 1996 | A Caminho do Canadá (1934) | França         | Albert Préjean, Marie Glory, Hubert Prélier                            | 1 hora e 25 minutos |
| 24 de maio de 1996 | Sem Perdão (1948)          | Estados Unidos | George Montgomery, Rod Cameron, Ruth Roman                             | 1 hora e 25 minutos |

#### Ciclo "The Thin Man"
| Dia de exibição    | Titulo do filme e ano            | País de origem | Elenco principal                                                                    | Tempo de exibição   |
| ------------------ | -------------------------------- | -------------- | ----------------------------------------------------------------------------------- | ------------------- |
| 27 de maio de 1996 | O Homem Sombra (1934)            | Estados Unidos | William Powell, Myrna Loy, Maureen O'Sullivan                                       | 1 hora e 40 minutos |
| 28 de maio de 1996 | A Comédia dos Acusados (1936)    | Estados Unidos | William Powell, Myrna Loy, James Stewart                                            | 1 hora e 55 minutos |
| 29 de maio de 1996 | Nick e Esposa, Detectives (1939) | Estados Unidos | William Powell, Myrna Loy, Virginia Grey, Otto Kruger, C. Aubrey Smith, Ruth Hussey | 1 hora e 30 minutos |
| 30 de maio de 1996 | A Sombra do Homem Sombra (1941)  | Estados Unidos | William Powell, Myrna Loy                                                           | 1 hora e 40 minutos |
| 31 de maio de 1996 | Aí Vem Nick (1945)               | Estados Unidos | William Powell, Myrna Loy, Lucile Watson                                            | 1 hora e 40 minutos |

#### Ciclo "Shakespeare"
| Dia de exibição    | Titulo do filme e ano              | País de origem       | Elenco principal | Tempo de exibição    |
| ------------------ | ---------------------------------- | -------------------- | --- | -------------------- |
| 3 de junho de 1996 | Ran - Os Senhores da Guerra (1985) | Japão · França       | Tatsuya Nakadai, Akira Terao, Jinpachi Nezu                                                                                    | 2 horas e 35 minutos |
| 4 de junho de 1996 | Romeu e Julieta (1968)             | Reino Unido · Itália | Leonard Whiting, Olivia Hussey                                                                                                 | 2 horas e 15 minutos |
| 5 de junho de 1996 | Macbeth (1948)                     | Estados Unidos       | Orson Welles, Jeanette Nolan, Dan O'Herlihy, Roddy McDowall                                                                    | 1 hora e 45 minutos  |
| 6 de junho de 1996 | Henrique V (1989)                  | Reino Unido          | Kenneth Branagh, Paul Scofield, Derek Jacobi, Ian Holm, Brian Blessed, Emma Thompson, Alec McCowen, Judi Dench, Christian Bale | 2 horas e 10 minutos |
| 7 de junho de 1996 | Júlio César (1953)                 | Estados Unidos       | Marlon Brando, James Mason, John Gielgud, Louis Calhern, Edmond O'Brien, Greer Garson, Deborah Kerr                            | 2 horas              |

#### Ciclo
| Dia de exibição     | Titulo do filme e ano      | País de origem | Elenco principal                  | Tempo de exibição   |
| ------------------- | -------------------------- | -------------- | --------------------------------- | ------------------- |
| 10 de junho de 1996 | A Deusa do Amor (1948)     | Estados Unidos | Robert Walker, Ava Gardner        | 1 hora e 20 minutos |
| 11 de junho de 1996 | Vivamos um Pouco (1948)    | Estados Unidos | Hedy Lamarr, Robert Cummings      | 1 hora e 25 minutos |
| 12 de junho de 1996 | A Mulher de Fogo (1948)    | Estados Unidos | Dorothy Lamour, George Montgomery | 1 hora e 25 minutos |
| 13 de junho de 1996 | No Limiar da Glória (1946) | Estados Unidos | Ginger Rogers, David Niven        | 1 hora e 30 minutos |
| 14 de junho de 1996 | Na Fortaleza de Argel      |                |                                   | 1 hora e 20 minutos |

#### Ciclo Cinema Húngaro
| Dia de exibição     | Titulo do filme e ano         | País de origem                                      | Elenco principal                                                 | Tempo de exibição    |
| ------------------- | ----------------------------- | --------------------------------------------------- | ---------------------------------------------------------------- | -------------------- |
| 17 de junho de 1996 | Confiança (1980)              | Hungria                                             | ldikó Bánsági, Péter Andorai, Oszkárné Gombik                    | 1 hora e 40 minutos  |
| 18 de junho de 1996 | Coronel Redl (1985)           | Hungria · Alemanha Ocidental · Áustria · Iugoslávia | Klaus Maria Brandauer, Hans Christian Blech, Armin Mueller-Stahl | 2 horas e 25 minutos |
| 19 de junho de 1996 | Doce Emma,Querida Bobe (1992) | Hungria                                             | Johanna ter Steege, Enikö Börcsök, Péter Andorai                 | 1 hora e 20 minutos  |
| 20 de junho de 1996 | Uma Família Húngara (1987)    | Hungria                                             | Dorottya Udvaros, Róbert Koltai, Sándor Gáspár                   | 1 hora e 40 minutos  |
| 21 de junho de 1996 | O Meu Século XX (1989)        | Hungria                                             | Dorota Segda, Oleg Yankovskiy, Paulus Manker                     | 1 hora e 35 minutos  |

#### Ciclo William Powell
| Dia de exibição     | Titulo do filme e ano           | País de origem | Elenco principal                           | Tempo de exibição   |
| ------------------- | ------------------------------- | -------------- | ------------------------------------------ | ------------------- |
| 24 de junho de 1996 | A Sereia dos Meus Sonhos (1948) | Estados Unidos | William Powell, Ann Blyth                  | 1 hora e 30 minutos |
| 25 de junho de 1996 | Um Senador Indiscreto (1947)    | Estados Unidos | William Powell, Ella Raines, Arleen Whelan | 1 hora e 25 minutos |
| 26 de junho de 1996 |                                 |                |                                            |                     |
| 27 de junho de 1996 |                                 |                |                                            |                     |
| 28 de junho de 1996 |                                 |                |                                            |                     |

#### Ciclo "Irmãos Marx"[1]
| Dia de exibição        | Titulo do filme e ano      | País de origem | Elenco principal                                                                                    | Tempo de exibição |
| ---------------------- | -------------------------- | -------------- | --------------------------------------------------------------------------------------------------- | ----------------- |
| 30 de dezembro de 1996 | Os Marx no Far-West (1940) | Estados Unidos | Groucho Marx, Harpo Marx, Chico Marx, John Carroll, Diana Lewis                                     |                   |
| 31 de dezembro de 1996 | Casa de Doidos (1941)      | Estados Unidos | Groucho Marx, Chico Marx, Harpo Marx, Tony Martin, Virginia Grey, Margaret Dumont, Virginia O'Brien |                   |
| 1 de janeiro de 1997   | Uma Noite na Ópera (1935)  | Estados Unidos | Groucho Marx, Chico Marx, Harpo Marx                                                                |                   |
| 2 de janeiro de 1997   | Um Dia nas Corridas (1937) | Estados Unidos | Groucho Marx, Harpo Marx, Chico Marx, Allan Jones, Maureen O'Sullivan, Dudley Dickerson             |                   |
| 3 de janeiro de 1997   | Um Dia no Circo (1939)     | Estados Unidos | Groucho Marx, Chico Marx, Harpo Marx, Florence Rice, Kenny Baker, Margaret Dumont, Eve Arden        |                   |

#### Ciclo "Ed Wood"
| Dia de exibição       | Título do filme e ano              | País de origem | Elenco principal                                                                             | Tempo de exibição   |
| --------------------- | ---------------------------------- | -------------- | -------------------------------------------------------------------------------------------- | ------------------- |
| 6 de outubro de 1997  | Glen ou Glenda (1953)              | Estados Unidos | Bela Lugosi, Ed Wood, Timothy Farrell, Dolores Fuller                                        | 1 hora e 8 minutos  |
| 7 de outubro de 1997  | O Rosto Escondido (1954)           | Estados Unidos | Timothy Farrell, Dolores Fuller, Clancy Malone, Herbert Rawlinson, Steve Reeves, Lyle Talbot | 1 hora e 10 minutos |
| 8 de outubro de 1997  | A Noiva do Monstro (1955)          | Estados Unidos | Bela Lugosi, Tor Johnson, Tony McCoy, Loretta King                                           | 1 hora e 9 minutos  |
| 9 de outubro de 1997  | Plano 9 dos Vampiros Zombie (1959) | Estados Unidos | Gregory Walcott, Bela Lugosi, Maila Nurmi, Tor Johnson, Lyle Talbot                          | 1 hora e 20 minutos |
| 10 de outubro de 1997 | A Noite dos Espíritos (1959)       | Estados Unidos | Kenne Duncan, Duke Moore, Tor Johnson, Valda Hansen, Paul Marco, Criswell                    | 1 hora e 9 minutos  |

#### Ciclo "Katharine Hepburn"
| Dia de exibição        | Titulo do filme e ano         | País de origem | Elenco principal                                           | Tempo de exibição    |
| ---------------------- | ----------------------------- | -------------- | ---------------------------------------------------------- | -------------------- |
| 10 de novembro de 1997 | Casamento Escandaloso (1940)  | Estados Unidos | Cary Grant, Katharine Hepburn, James Stewart, Ruth Hussey  | 1 hora e 45 minutos  |
| 11 de novembro de 1997 | Primeira Dama (1942)          | Estados Unidos | Katharine Hepburn, Spencer Tracy, Fay Bainter              | 1 hora e 50 minutos  |
| 12 de novembro de 1997 | Terra de Ambições (1947)      | Estados Unidos | Katharine Hepburn, Spencer Tracy, Robert Walker            | 2 horas e 10 minutos |
| 13 de novembro de 1997 | A Costela de Adão (1949)      | Estados Unidos | Katharine Hepburn, Spencer Tracy, Judy Holliday, Tom Ewell | 2 horas e 35 minutos |
| 14 de novembro de 1997 | A Mulher Que Sabe Tudo (1957) | Estados Unidos | Katharine Hepburn, Spencer Tracy, Gig Young                | 2 horas e 40 minutos |

#### Ciclo "Martin Scorsese"
| Dia de exibição        | Titulo do filme e ano            | País de origem | Elenco principal                                                           | Tempo de exibição    |
| ---------------------- | -------------------------------- | -------------- | -------------------------------------------------------------------------- | -------------------- |
| 17 de novembro de 1997 | Uma Mulher da Rua (1972)         | Estados Unidos | Barbara Hershey, David Carradine, Barry Primus                             | 1 hora e 25 minutos  |
| 18 de novembro de 1997 | Taxi Driver (1976)               | Estados Unidos | Robert De Niro, Cybill Shepherd, Peter Boyle, Jodie Foster, Harvey Keitel  | 1 hora e 50 minutos  |
| 19 de novembro de 1997 | Alice Já Não Mora Aqui (1974)    | Estados Unidos | Ellen Burstyn, Kris Kristofferson, Diane Ladd, Harvey Keitel, Jodie Foster | 1 hora e 45 minutos  |
| 20 de novembro de 1997 | Touro Enraivevido (1980)         | Estados Unidos | Robert De Niro, Cathy Moriarty, Joe Pesci                                  | 2 horas              |
| 21 de novembro de 1997 | Nova Iorque Fora de Horas (1985) | Estados Unidos | Griffin Dunne, Rosanna Arquette, Verna Bloom, Linda Fiorentino, Teri Garr  | 2 horas e 35 minutos |

#### Ciclo "Jean-Luc Godard"
| Dia de exibição        | Titulo do filme e ano                      | País de origem  | Elenco principal                                                                             | Tempo de exibição   |
| ---------------------- | ------------------------------------------ | --------------- | -------------------------------------------------------------------------------------------- | ------------------- |
| 24 de novembro de 1997 | O Acossado (1960)                          | França          | Jean Seberg, Jean-Paul Belmondo, Daniel Boulanger, Jean-Pierre Melville, Henri-Jacques Huet  | 1 hora e 25 minutos |
| 25 de novembro de 1997 | Masculino Feminino (1966)                  | França · Suécia | Jean-Pierre Léaud, Chantal Goya, Marlène Jobert, Michel Debord                               | 1 hora e 50 minutos |
| 26 de novembro de 1997 | Duas ou Três Coisas que eu Sei Dela (1967) | França          | Joseph Gehrard, Marina Vlady, Roger Montsoret                                                | 1 hora e 25 minutos |
| 27 de novembro de 1997 | Número Dois (1975)                         | França          | Sandrine Battistella, Pierre Oudrey, Alexandre Rignault, Rachel Stefanopoli, Jean-Luc Godard | 1 hora e 25 minutos |
| 28 de novembro de 1997 | Tudo Vai Bem (1972)                        | França · Itália | Yves Montand, Jane Fonda, Vittorio Caprioli                                                  | 1 hora e 35 minutos |

#### Ciclo "Charles Dickens"
| Dia de exibição       | Titulo do filme e ano                        | País de origem | Elenco principal | Tempo de exibição   |
| --------------------- | -------------------------------------------- | -------------- | --- | ------------------- |
| 1 de dezembro de 1997 |                                              |                | |                     |
| 2 de dezembro de 1997 | Vida e Aventuras de David Copperfield (1935) | Reino Unido    | Edna May Oliver, Freddie Bartholomew, Basil Rathbone                                                                                               | 2 horas e 5 minutos |
| 3 de dezembro de 1997 | As Aventuras de Oliver Twist (1948)          | Reino Unido    | Alec Guinness, Robert Newton, Kay Walsh, John Howard Davies                                                                                        | 1 hora e 55 minutos |
| 4 de dezembro de 1997 | Grandes Esperanças (1946)                    | Reino Unido    | John Mills, Jean Simmons, Valerie Hobson, Martita Hunt, Alec Guinness                                                                              | 1 hora e 55 minutos |
| 5 de dezembro de 1997 | À Sombra da Guilhotina (1958)                | Reino Unido    | Dirk Bogarde, Dorothy Tutin, Paul Guers, Cecil Parker, Stephen Murray, Athene Seyler, Ian Bannen, Marie Versini, Donald Pleasence, Christopher Lee | 1 hora e 55 minutos |

#### Ciclo "Dinossauros"
| Dia de exibição        | Titulo do filme e ano                      | País de origem                        | Elenco principal                                                                                     | Tempo de exibição   |
| ---------------------- | ------------------------------------------ | ------------------------------------- | --- | ------------------- |
| 8 de dezembro de 1997  |                                            |                                       | | 1 hora e 35 minutos |
| 9 de dezembro de 1997  | Um Dinossauro em Nova Iorque (1993)        | Estados Unidos                        | John Goodman, Jay Leno, Felicity Kendal, Charles Fleischer, Joey Shea, Yeardley Smith, Blaze Berdahl | 1 hora e 25 minutos |
| 10 de dezembro de 1997 | Baby, O Segredo da Floresta Perdida (1975) | Estados Unidos                        | William Katt, Sean Young, Patrick McGoohan                                                           | 1 hora e 40 minutos |
| 11 de dezembro de 1997 | Dinossauros - O Filme (1991)               | Estados Unidos · Reino Unido · Itália | Omri Katz, Tiffanie Poston, Shawn Hoffman                                                            | 1 hora e 35 minutos |
| 12 de dezembro de 1997 | T-Rex (1995)                               | Estados Unidos                        | Whoopi Goldberg, Armin Mueller-Stahl, George Newbern, Kenneth Londoner                               | 1 hora e 35 minutos |

#### Ciclo "Steven Spielberg"
| Dia de exibição        | Titulo do filme e ano                       | País de origem | Elenco principal                                                                         | Tempo de exibição    |
| ---------------------- | ------------------------------------------- | -------------- | ---------------------------------------------------------------------------------------- | -------------------- |
| 15 de dezembro de 1997 | Asfalto Quente (1974)                       | Estados Unidos | Goldie Hawn, Ben Johnson, Michael Sacks, William Atherton, Louise Latham                 | 1 hora e 55 minutos  |
| 16 de dezembro de 1997 | Encontros Imediatos de Terceiro Grau (1977) | Estados Unidos | Richard Dreyfuss, François Truffaut, Melinda Dillon, Teri Garr, Bob Balaban, Cary Guffey | 3 horas e 30 minutos |
| 17 de dezembro de 1997 | Um Assassino Pelas Costas (1971)            | Estados Unidos | Dennis Weaver, Jacqueline Scott, Eddie Firestone, Lou Frizzell                           | 1 hora e 40 minutos  |
| 18 de dezembro de 1997 | 1941 - Ano Louco Em Hollywood (1979)        | Estados Unidos | Dan Aykroyd, John Belushi, Christopher Lee, John Candy                                   | 1 hora e 55 minutos  |
| 19 de dezembro de 1997 | A Cor Púrpura (1985)                        | Estados Unidos | Danny Glover, Whoopi Goldberg, Margaret Avery, Oprah Winfrey, Willard E. Pugh            | 2 horas e 30 minutos |

#### Ciclo "Charlie Chaplin"
| Dia de exibição        | Titulo do filme e ano        | País de origem | Elenco principal                                                                              | Tempo de exibição    |
| ---------------------- | ---------------------------- | -------------- | --------------------------------------------------------------------------------------------- | -------------------- |
| 22 de dezembro de 1997 | Luzes da Cidade (1931)       | Estados Unidos | Charlie Chaplin, Virginia Cherrill, Florence Lee, Harry Myers                                 | 1 hora e 30 minutos  |
| 23 de dezembro de 1997 | Tempos Modernos (1936)       | Estados Unidos | Charlie Chaplin, Paulette Goddard, Henry Bergman, Stanley Sandford, Chester Conklin           | 1 hora e 30 minutos  |
| 24 de dezembro de 1997 | O Grande Ditador (1940)      | Estados Unidos | Charles Chaplin, Paulette Goddard, Jack Oakie                                                 | 2 horas e 10 minutos |
| 25 de dezembro de 1997 | Luzes da Ribalta (1952)      | Estados Unidos | Charles Chaplin, Claire Bloom, Nigel Bruce, Buster Keaton, Sydney Earle Chaplin, Norman Lloyd | 1 hora e 35 minutos  |
| 26 de dezembro de 1997 | Um Rei em Nova Iorque (1957) | Reino Unido    | Charles Chaplin, Dawn Addams, Maxine Audley, Jerry Desmonde, Oliver Johnston, Michael Chaplin | 1 hora e 45 minutos  |

#### Ciclo "Mitologia Greco-Romana"
| Dia de exibição        | Titulo do filme e ano            | País de origem   | Elenco principal | Tempo de exibição    |
| ---------------------- | -------------------------------- | ---------------- | --- | -------------------- |
| 29 de dezembro de 1997 |                                  |                  | | 1 hora e 30 minutos  |
| 30 de dezembro de 1997 | A Desforra de Hércules (1960)    | Itália · França  | Jayne Mansfield, Mickey Hargitay, Massimo Serato, Rene Dary                                                                           | 1 hora e 40 minutos  |
| 31 de dezembro de 1997 | A Revolta dos Gladiadores (1940) | Itália           | Gian Paolo Callegari, Ennio De Concini, Francesco De Feo, Gianfranco Parolini, Giovanni Simonelli, Francesco Thellung, Natividad Zaro | 55 minutos           |
| 1 de janeiro de 1998   | Espada de el Cid (1962)          | Itália · Espanha | Chantal Deberg, Roland Carey, Sandro Moretti                                                                                          | 2 horas e 35 minutos |
| 2 de janeiro de 1998   | Os Gigantes de Tassália (1957)   | Itália · França  | Roland Carey, Ziva Rodan | 1 hora e 45 minutos  |

#### Ciclo "Histórico"
| Dia de exibição      | Titulo do filme e ano       | País de origem         | Elenco principal                                                                           | Tempo de exibição    |
| -------------------- | --------------------------- | ---------------------- | ------------------------------------------------------------------------------------------ | -------------------- |
| 5 de janeiro de 1998 | Tora! Tora! Tora! (1970)    | Estados Unidos · Japão | Martin Balsam, Joseph Cotten, Jason Robards, Toshiro Mifune, E.G. Marshall                 | 2 horas e 15 minutos |
| 6 de janeiro de 1998 | Cleópatra (1963)            | Estados Unidos         | Elizabeth Taylor, Richard Burton, Rex Harrison, Roddy McDowall, Martin Landau, Hume Cronyn | 4 horas              |
| 7 de janeiro de 1998 | Napoleão (1927)             | França                 | Albert Dieudonné, Edmond Van Daële, Alexandre Koubitzky                                    | 3 horas e 45 minutos |
| 8 de janeiro de 1998 | E Tudo o Vento Levou (1939) | Estados Unidos         | Vivien Leigh, Clark Gable, Olivia de Havilland, Leslie Howard, Hattie McDaniel             | 3 horas e 35 minutos |
| 9 de janeiro de 1998 | Terra dos Faraós (1955)     | Estados Unidos         | Jack Hawkins, Joan Collins                                                                 | 1 hora e 35 minutos  |

#### Ciclo "James Dean/River Phoenix"
| Dia de exibição       | Titulo do filme e ano                   | País de origem | Elenco principal                                           | Tempo de exibição   |
| --------------------- | --------------------------------------- | -------------- | ---------------------------------------------------------- | ------------------- |
| 12 de janeiro de 1998 | A Leste do Paraíso (1955)               | Estados Unidos | James Dean, Julie Harris, Raymond Massey, Burl Ives        | 1 hora e 55 minutos |
| 13 de janeiro de 1998 | Fúria de Viver (1955)                   | Estados Unidos | James Dean, Natalie Wood, Sal Mineo, Jim Backus, Ann Doran | 1 hora e 50 minutos |
| 14 de janeiro de 1998 | Volta Jimmy Dean, Volta Para Nós (1982) | Estados Unidos | Sandy Dennis, Cher, Karen Black, Sudie Bond, Kathy Bates   | 1 hora e 45 minutos |
| 15 de janeiro de 1998 | A Caminho de Idaho (1991)               | Estados Unidos | River Phoenix, Keanu Reeves                                | 1 hora e 45 minutos |
| 16 de janeiro de 1998 | Os Exploradores (1985)                  | Estados Unidos | Ethan Hawke, River Phoenix, Jason Presson                  | 1 hora e 50 minutos |

#### Ciclo
| Dia de exibição       | Titulo do filme e ano     | País de origem     | Elenco principal            | Tempo de exibição   |
| --------------------- | ------------------------- | ------------------ | --------------------------- | ------------------- |
| 19 de janeiro de 1998 | Isabelle Eberhardt (1991) | Austrália · França | Mathilda May, Peter O'Toole | 1 hora e 50 minutos |

#### Ciclo "Godzilla"[57]
| Dia de exibição        | Titulo do filme e ano               | País de origem | Elenco principal                                                                                  | Tempo de exibição   |
| ---------------------- | ----------------------------------- | -------------- | ------------------------------------------------------------------------------------------------- | ------------------- |
| 7 de setembro de 1998  | O Monstro do Oceano Pacífico (1954) | Japão          | Akira Takarada, Momoko Kochi, Akihiko Hirata, Takashi Shimura , Fuyuki Murakami, Sachio Sakai     | 1 hora e 36 minutos |
| 8 de setembro de 1998  | O Regresso de Godzilla (1984)       | Japão          | Keiju Kobayashi, Ken Tanaka, Yasuko Sawaguchi, Shin Takuma, Yosuke Natsuki                        | 1 hora e 43 minutos |
| 9 de setembro de 1998  | Godzilla Contra-Ataca (1989)        | Japão          | Kunihiko Mitamura, Yoshiko Tanaka, Masanobu Takashima, Megumi Odaka, Toru Minegishi               | 1 hora e 44 minutos |
| 10 de setembro de 1998 | Godzilla Contra King Ghidrah (1991) | Japão          | Anna Nakagawa, Kosuke Toyohara, Megumi Odaka, Kiwako Harada, Shoji Kobayashi, Katsuhiko Sasaki    | 1 hora e 43 minutos |
| 11 de setembro de 1998 | Godzilla e Mothra (1992)            | Japão          | Tetsuya Bessho, Satomi Kobayashi, Takehiro Murata, Megumi Odaka, Shiori Yonezawa, Shoji Kobayashi | 1 hora e 42 minutos |

#### Ciclo "Ingmar Bergman"[58]
| Dia de exibição       | Titulo do filme e ano         | País de origem                                   | Elenco principal                                                             | Tempo de exibição |
| --------------------- | ----------------------------- | ------------------------------------------------ | ---------------------------------------------------------------------------- | ----------------- |
| 21 de janeiro de 2002 | Sonata de Outono (1978)       | Suécia · Alemanha · França                       | Ingrid Bergman, Liv Ullmann, Lena Nyman                                      |                   |
| 22 de janeiro de 2002 | Na Presença do Palhaço (1997) | Suécia · Dinamarca · Noruega · Itália · Alemanha | Erland Josephson, Börje Ahlstedt, Marie Richardson, Pernilla August          |                   |
| 23 de janeiro de 2002 | Morangos Silvestres (1957)    | Suécia                                           | Victor Sjöström, Bibi Andersson, Ingrid Thulin                               |                   |
| 24 de janeiro de 2002 | A Fonte da Virgem (1959)      | Suécia                                           | Max von Sydow, Birgitta Valberg, Gunnel Lindblom, Birgitta Pettersson        |                   |
| 25 de janeiro de 2002 | Lágrimas e Suspiros (1972)    | Suécia                                           | Harriet Andersson, Kari Sylwan, Ingrid Thulin, Liv Ullmann, Erland Josephson |                   |

#### Ciclo "Rádio"[59]
| Dia de exibição     | Titulo do filme e ano                                | País de origem | Elenco principal | Tempo de exibição   |
| ------------------- | ---------------------------------------------------- | -------------- | --- | ------------------- |
| 2 de agosto de 2010 | Os Dias da Rádio (1987)                              | Estados Unidos | Seth Green, Julie Kavner, Dianne Wiest, Mia Farrow, Danny Aiello, Diane Keaton                                            | 1 hora e 27 minutos |
| 3 de agosto de 2010 | A Menina da Rádio (1944)                             | Portugal       | Maria Matos, António Silva, Ribeirinho                                                                                    | 1 hora e 46 minutos |
| 4 de agosto de 2010 | A Praire Home Companion - Bastidores da Rádio (2006) | Estados Unidos | Lindsay Lohan, Woody Harrelson, Tommy Lee Jones, Garrison Keillor, Kevin Kline, John C. Reilly, Meryl Streep, Lily Tomlin | 1 hora e 42 minutos |
| 5 de agosto de 2010 | Volume no Máximo (1990)                              | Estados Unidos | Christian Slater, Annie Ross, Andy Romano                                                                                 | 1 hora e 39 minutos |
| 6 de agosto de 2010 | Bom Dia, Vietname (1987)                             | Estados Unidos | Robin Williams, Forest Whitaker, Bruno Kirby, Tung Tranh Tran, Chintara Sukapatana                                        | 1 hora e 58 minutos |

#### Ciclo "Cinema português"[60]
| Dia de exibição     | Titulo do filme e ano                            | País de origem    | Elenco principal | Tempo de exibição   |
| ------------------- | ------------------------------------------------ | ----------------- | --- | ------------------- |
| 24 de junho de 2013 | O Fio do Horizonte (1993)                        | Portugal · França | Claude Brasseur, Andréa Ferreol, Ana Padrão, António Valero, Miguel Guilherme, Nicolau Breyner                                                                    | 1 hora e 31 minutos |
| 25 de junho de 2013 | Aqui na Terra (1993)                             | Portugal          | Luís Miguel Cintra, Jessica Weiss, Pedro Hestnes, Rita Dias, Isabel de Castro, Inês de Medeiros, Laura Soveral                                                    | 1 hora e 40 minutos |
| 26 de junho de 2013 | Rosa Negra (Estreia TV) (1993)                   | Portugal          | Fernando Luís, Manuela de Freitas, Mário Viegas, Zita Duarte, Catarina Correia, Dinis Neto Jorge, Henrique Viana                                                  | 1 hora e 33 minutos |
| 27 de junho de 2013 | Pandora - Setembro ou uma Ternura Confusa (1995) | Portugal          | Alexandre de Sousa, Ana Louro, António Victorino de Almeida, Fanny Cottençon, Fátima Veiga, Inês de Medeiros                                                      | 1 hora e 51 minutos |
| 28 de junho de 2013 | Assim Assim (2012)                               | Portugal          | Albano Jerónimo, Ana Brandão, Cleia Almeida, Dinarte Branco, Eva Barros, Gonçalo Waddington, Isabel Abreu, Ivo Canelas, Miguel Guilherme, Nuno Lopes, Rita Blanco | 1 hora e 37 minutos |

### Quadro
| Ciclo                    | Segunda                             | Terça                                        | Quarta                                               | Quinta                                           | Sexta                                |
| 1996                     | 1996                                | 1996                                         | 1996                                                 | 1996                                             | 1996                                 |
| ------------------------ | ----------------------------------- | -------------------------------------------- | ---------------------------------------------------- | ------------------------------------------------ | ------------------------------------ |
| Cinema Português         | A Fuga (1978)                       | Balada da Praia dos Cães (1987)              | Brandos Costumes (1974)                              | Se Deus Quiser... (1996)                         | Non, ou a Vã Glória de Mandar (1990) |
| Cinema Português         | A Fuga (1978)                       | Balada da Praia dos Cães (1987)              | Brandos Costumes (1974)                              | Nós por Cá Todos Bem (1978)                      | Non, ou a Vã Glória de Mandar (1990) |
| Gene Kelly               | Paixão de Marinheiro (1945)         | As Mil Apoteoses de Ziegfeld (1945)          | A Bela Ditadora (1949)                               | Um Americano em Paris (1951)                     | Dançando nas Nuvens (1955)           |
| Woody Allen              | O Agente da Broadway (1984)         | Ana e as suas Irmãs (1986)                   | Setembro (1987)                                      | Uma Outra Mulher (1988)                          | Alice (1990)                         |
| United Artists           | Náná (1934)                         | Recordações (1947)                           | Bel Ami (1947)                                       | O Arco do Triunfo (1948)                         | Ressurreição (1934)                  |
| Western                  | O Apache Branco (1953)              | Uma Mulher de Força (1947)                   | A Face da Dívida (1948)                              | A Caminho do Canadá (1934)                       | Sem Perdão (1948)                    |
| Irmãos Marx              | Os Marx no Far-West (1940)          | Casa de Doidos (1941)                        | Uma Noite na Ópera (1935)                            | Um Dia nas Corridas (1937)                       | Um Dia no Circo (1939)               |
| 1997                     |                                     |                                              |                                                      |                                                  |                                      |
| Ed Wood                  | Glen ou Glenda (1953)               | O Rosto Escondido (1954)                     | A Noiva do Monstro (1955)                            | Plano 9 dos Vampiros Zombie (1959)               | A Noite dos Espíritos (1959)         |
| Katharine Hepburn        | Casamento Escandaloso (1940)        | Primeira Dama (1942)                         | Terra de Ambições (1947)                             | A Costela de Adão (1949)                         | A Mulher Que Sabe Tudo (1957)        |
| Martin Scorsese          | Uma Mulher da Rua (1972)            | Taxi Driver (1976)                           | Alice Já Não Mora Aqui (1974)                        | Touro Enraivevido (1980)                         | Nova Iorque Fora de Horas (1985)     |
| Jean-Luc Godard          | O Acossado (1960)                   | Masculino Feminino (1966)                    | Duas ou Três Coisas que eu Sei Dela (1967)           | Número Dois (1975)                               | Tudo Vai Bem (1972)                  |
| Charles Dickens          |                                     | Vida e Aventuras de David Copperfield (1935) | As Aventuras de Oliver Twist (1948)                  | Grandes Esperanças (1946)                        | À Sombra da Guilhotina (1958)        |
| Dinossauros              |                                     | Um Dinossauro em Nova Iorque (1993)          | Baby, O Segredo da Floresta Perdida (1975)           | Dinossauros - O Filme (1991)                     | T-Rex (1995)                         |
| Steven Spielberg         | Asfalto Quente (1974)               | Encontros Imediatos de Terceiro Grau (1977)  | Um Assassino Pelas Costas (1971)                     | 1941 - Ano Louco Em Hollywood (1979)             | A Cor Púrpura (1985)                 |
| Charlie Chaplin          | Luzes da Cidade (1931)              | Tempos Modernos (1936)                       | O Grande Ditador (1940)                              | Luzes da Ribalta (1952)                          | Um Rei em Nova Iorque (1957)         |
| Mitologia Greco-Romana   |                                     | A Desforra de Hércules (1960)                | A Revolta dos Gladiadores (1940)                     | Espada de el Cid (1962)                          | Os Gigantes de Tassália (1957)       |
| 1998                     |                                     |                                              |                                                      |                                                  |                                      |
| Histórico                | Tora! Tora! Tora! (1970)            | Cleópatra (1963)                             | Napoleão (1927)                                      | E Tudo o Vento Levou (1939)                      | Terra dos Faraós (1955)              |
| James Dean/River Phoenix | A Leste do Paraíso (1955)           | Fúria de Viver (1955)                        | Volta Jimmy Dean, Volta Para Nós (1982)              | A Caminho de Idaho (1991)                        | Os Exploradores (1985)               |
| Godzilla                 | O Monstro do Oceano Pacífico (1954) | O Regresso de Godzilla (1984)                | Godzilla Contra-Ataca (1989)                         | Godzilla Contra King Ghidrah (1991)              | Godzilla e Mothra (1992)             |
| 2002                     |                                     |                                              |                                                      |                                                  |                                      |
| Ingmar Bergman           | Sonata de Outono (1978)             | Na Presença do Palhaço (1997)                | Morangos Silvestres (1957)                           | A Fonte da Virgem (1959)                         | Lágrimas e Suspiros (1972)           |
| 2010                     |                                     |                                              |                                                      |                                                  |                                      |
| Rádio                    | Os Dias da Rádio (1987)             | A Menina da Rádio (1944)                     | A Praire Home Companion - Bastidores da Rádio (2006) | Volume no Máximo (1990)                          | Bom Dia, Vietname (1987)             |
| 2013                     |                                     |                                              |                                                      |                                                  |                                      |
| Cinema português         | O Fio do Horizonte (1993)           | Aqui na Terra (1993)                         | Rosa Negra (1993)                                    | Pandora - Setembro ou uma Ternura Confusa (1995) | Assim Assim (2012)                   |